# Джесс Москалуке
Джесс Москалуке (нар. 4 червня 1990, Langenburg, Саскачеван) — канадська кантрі/кантрі-поп співачка українського походження. Вона випустила свій дебютний студійний альбом «Light Up The Night» у квітні 2014 року, який включає в себе сингл із платиновою сертифікацією «Cheap Wine and Cigarets».

## Кар'єра
У червні 2011 року Джесс Москалуке здобула перемогу в конкурсі Big Thing, спонсором якого є Big Dog 92.7 та SaskMusic. У вересні 2011 року вона виграла премію New Artist Showcase Award канадської Асоціації кантрі-музики. Вона була обрана для представлення Канади на Global Artist Party на музичному фестивалі CMA 2012.
Дебютний сингл Джесс «Catch Me If You Can» вийшов 4 червня 2012 року. Відеокліп на нього регулярно транслювався на телеканалі CMT. Після синглу вийшов міні-альбом «Catch Me If You Can», який вийшов 4 вересня 2012 року на лейблі MDM Recordings і поширений EMI Music Canada. Джефф Дидеккер з Leader-Post дав міні-альбому чотири зірки з п'яти, написавши, що «використовуючи всю ступінь свого голосу, а також включивши ніжність і крихкість, дівчина може покрити повний спектр матеріалу». Кейс Педерсон з Top Country також дав альбому чотири зірки з п'яти, назвавши Москалуке «одним з кращих молодих талантів, які ми бачили протягом тривалого часу». Другий сингл міні-альбому «Hit N Run» досяг топ-40 в чарті Billboard Canada Country chart у 2013 році. Джесс Москалуке отримала звання співачки в 2013 Saskatchewan Country Music Association Awards.
Джесс випустила перший сингл зі свого дебютного студійного альбому «Good Lovin» в жовтні 2013 року. Він став її першим синглом, який досяг топ-20 в чарті Billboard Canada Country chart. Студійний альбом «Light Up The Night» вийшов 15 квітня 2014 року. Композиції «Cheap Wine and Cigarets» та «Used» вийшли як сингли в 2014 році.

## Дискографія

### Студійні альбоми
| Назва              | Деталі                                                |
| ------------------ | ----------------------------------------------------- |
| Light Up the Night | - Дата виходу: 15 квітня 2014 - Лейбл: MDM Recordings |

### Міні-альбоми
| Catch Me If You Can                     | - Дата вихаду: 4 вересня 2012 - Лейбл: MDM Recordings   | —  |
| Kiss Me Quiet                           | - Дата виходу: 25 вересня 2015 - Лейбл: MDM Recordings  | —  |
| Past the Past                           | - Дата виходу: 3 листопада 2017 - Лейбл: MDM Recordings | 87 |
| «—» denotes releases that did not chart |                                                         |    |

### Сингли
| 2012                                                           | «Catch Me If You Can»       | 49 | —  |               | Catch Me If You Can |
| 2013                                                           | «Hit N Run»                 | 37 | —  |               | Catch Me If You Can |
| 2013                                                           | «Everything Falls»          | —  | —  |               | Non-album singles   |
| 2013                                                           | «Good Lovin'»               | 17 | —  |               | Light Up the Night  |
| 2014                                                           | «Cheap Wine and Cigarettes» | 11 | 48 | - MC: Платина | Light Up the Night  |
| 2014                                                           | «Used»                      | 13 | —  |               | Light Up the Night  |
| 2015                                                           | «Night We Won't Forget»     | 17 | —  |               | Light Up the Night  |
| 2015                                                           | «Kiss Me Quiet»             | 7  | —  |               | Kiss Me Quiet       |
| 2016                                                           | «Take Me Home»              | 7  | —  |               | Kiss Me Quiet       |
| 2016                                                           | «Elevator»                  | 15 | —  |               | Kiss Me Quiet       |
| 2017                                                           | «Drive Me Away»             | 3  | —  |               | Past the Past       |
| 2017                                                           | «Kill Your Love»            | 16 | —  |               | Past the Past       |
| 2018                                                           | «Past the Past»             | 30 | —  |               | Past the Past       |
| 2018                                                           | «Camouflage»                | 40 | —  |               | Past the Past       |
| «—» сингл не потрапив у чарт, або не виходив на цій території. |                             |    |    |               |                     |

### Інші композиції
| Рік  | Сингл                              | Peak chart positions | Peak chart positions | Серттифікації | Альбом            |
| Рік  | Сингл                              | Канада Country       | Канада               | Серттифікації | Альбом            |
| ---- | ---------------------------------- | -------------------- | -------------------- | ------------- | ----------------- |
| 2012 | «Storm Before The Calm» (з Eppic)  | —                    | —                    |               | Forever Imperfect |
| 2015 | «I'm an Open Road» (з Paul Brandt) | 7                    | 93                   | - MC: Золото  | Borderlines       |

### Музичні відео
| Рік  | Відео                                 | Режисер             |
| ---- | ------------------------------------- | ------------------- |
| 2012 | «Catch Me If You Can»                 | Jordan Eady         |
| 2012 | «Thank God for Christmas»             | Antonio Hrynchuk    |
| 2012 | «Storm Before The Calm»               | Tyler Ward          |
| 2014 | «Cheap Wine and Cigarettes»           | Joel Stewart        |
| 2014 | «Used»                                | Marc André Debruyne |
| 2014 | «O Holy Night» (with The Lovelocks)   | Joel Stewart        |
| 2015 | «Night We Won't Forget»               | Amit Dabrai         |
| 2015 | «I'm an Open Road» (with Paul Brandt) | Sam Ciurdar         |
| 2015 | «Kiss Me Quiet»                       | David Tenniswood    |
| 2016 | «Take Me Home»                        | David Hustler       |
| 2016 | «Elevator»                            | Ben Knechtel        |
| 2017 | «Drive Me Away»                       | Ben Knechtel        |
| 2017 | «Kill Your Love»                      |                     |

## Премії та номінації
| Рік  | Асоціація                          | Категорія                                | Результат |
| ---- | ---------------------------------- | ---------------------------------------- | --------- |
| 2014 | Canadian Country Music Association | Співачка року                            | Перемога  |
| 2014 | Canadian Country Music Association | Висхідна зірка                           | Номінація |
| 2014 | Canadian Country Music Association | Інтерактивна співак року                 | Номінація |
| 2015 | Juno Awards of 2015                | Прорив року                              | Номінація |
| 2015 | Juno Awards of 2015                | Кантрі-альбом року — Light Up the Night  | Номінація |
| 2015 | Canadian Country Music Association | Співачка року                            | Перемога  |
| 2015 | Canadian Country Music Association | Альбом року — Light Up the Night         | Номінація |
| 2015 | Canadian Country Music Association | Сингл року — «Cheap Wine and Cigarettes» | Номінація |
| 2016 | Canadian Country Music Association | Співачка року                            | Перемога  |
| 2017 | Juno Awards                        | Кантрі-альбом року — Kiss Me Quiet       | Перемога  |
| 2017 | Canadian Country Music Association | Співачка року                            | Номінація |
| 2017 | Canadian Country Music Association | Сингл року — «Take Me Home»              | Номінація |